# Brigadni general (Bundeswehr)
Brigadni general (izvirno nemško Brigadegeneral; okrajšava: BrigGen; kratica: BG) je generalski čin v Bundeswehru (v Deutsches Heeru in Bundesluftwaffe). v Bundesmarine mu ustreza čin admirala flotilje, medtem ko mu v specialističnih činih enaki: Generalartz oz. Admiralartz in Generalapotheker.
Nadrejen je činu polkovnika in podrejen činu generalmajorja. V sklopu Natovega STANAG 2116 spada v razred OF-6, medtem ko v zveznem plačilnem sistemu sodi v razred B6.
Brigadni general poveljuje brigadi oz. enoti iste velikosti ter je lahko namestnik poveljnika divizije. Prav tako lahko zaseda položaje na obrambnem ministrstvu oz. v vojaških poveljstvih (v Nemčiji oz. mednarodnih vojaških organizacijah).

## Oznaka čina
Oznaka čina je lahko:
- naramenska (epoletna) oznaka (za službeno uniformo): zlati hrastov venec in ena zlata zvezda z zlato in barvno obrobo glede na rod oz. službo[5]
- naramenska (epoletna) oznaka (za bojno uniformo): zlati hrastov venec in ena zvezda (barvna obroba je samo na spodnjem delu oznake).[6]

Oznaka čina brigadnega generala Luftwaffe ima na dnu oznake še stiliziran par kril.
Galerija
- Naramenska epoletna oznaka (za službeno uniformo)
- Naramenska epoletna oznaka (za bojno uniformo)
- Osnovna oznaka čina Luftwaffe